# Pessinki fjällurskog
Pessinki fjällurskog este o arie protejată (arie specială de conservare — SAC, sit de importanță comunitară — SCI, arie de protecție specială avifaunistică — SPA) din Suedia întinsă pe o suprafață de 97.225,3 ha, integral pe uscat.

## Localizare
Centrul sitului Pessinki fjällurskog este situat la coordonatele 68°00′39″N 22°42′03″E / 68.0108°N 22.7007°E.

## Înființare
Situl Pessinki fjällurskog a fost declarat sit de importanță comunitară în decembrie 1995 pentru a proteja 3 specii de plante și 36 de specii de animale. Alte tipuri de protecție:
- arie de protecție specială avifaunistică (în decembrie 1996)[2]
- arie specială de conservare (în decembrie 2009)[1][3][4]

## Biodiversitate
Situată în ecoregiunile alpină și boreală, aria protejată conține 19 habitate naturale: Liziere de ierburi înalte hidrofile de câmpie și de nivel montan până la alpin, Taiga vestică, Mlaștini împădurite, Păduri aluvionare cu Alnus glutinosa și Fraxinus excelsior (Alno-Padion, Alnion incanae, Salicion albae), Păduri caducifoliate de mlaștină fino-scandinave, Pajiști alpine și boreale, Turbării Aapa, Pajiști uscate europene, Râuri naturale fino-scandinave, Izvoare fino-scandinave și mlaștini produse de izvoare bogate în minerale, Lacuri și iazuri distrofice naturale, Păduri fino-scandinave bogate în ierburi cu Picea abies, Mlaștini turboase de tranziție și turbării mișcătoare, Cursuri de apă de la nivel de câmpie la nivel montan, cu vegetație Ranunculion fluitantis și Callitricho-Batrachion, Mlaștini alcaline, Pajiști boreale și alpine pe substrat silicios, Păduri nordice subalpine/subarctice cu Betula pubescens ssp. czerepanovii, Râuri de munte și vegetația erbacee de pe malurile acestora, Pășuni din zone de pădure fino-scandinave.
La baza desemnării sitului se află mai multe specii protejate:
- plante (3): Hamatocaulis vernicosus, Ranunculus lapponicus, ochii-șoricelului (Saxifraga hirculus)
- păsări (32): minunița (Aegolius funereus), rață sulițar (Anas acuta), ciuf de câmp (Asio flammeus), cocoșul de mesteacăn (Bonasa bonasia), erete vânăt (Circus cyaneus), lebădă de iarnă (Cygnus cygnus), ciocănitoare neagră (Dryocopus martius), șoim de iarnă (Falco columbarius), becațină comună (Gallinago gallinago), cufundar polar (Gavia arctica), cufundar mic (Gavia stellata), ciuvică (Glaucidium passerinum), cocor (Grus grus), gușă albastră (Luscinia svecica), becațină mică (Lymnocryptes minimus), rață neagră (Melanitta nigra), ferestraș mic (Mergus albellus), Mergus serrator, Numenius phaeopus, vultur pescar (Pandion haliaetus), notatița cu ciocul subțire (Phalaropus lobatus), bătăuș (Philomachus pugnax), ciocănitoare de munte (Picoides tridactylus), ploier auriu (Pluvialis apricaria), corcodel-urechiat (Podiceps auritus), Sterna paradisaea, Strix nebulosa, Surnia ulula,  cocoș de munte (Tetrao urogallus), fluierar negru (Tringa erythropus), fluierar de mlaștină (Tringa glareola), fluierar cu picioare verzi (Tringa nebularia)
- mamifere (3): gluton (Gulo gulo), vidră de râu (Lutra lutra), râs eurasiatic (Lynx lynx)
- nevertebrate (1): Xestia borealis